# Relations entre le Soudan et le Tchad
Les relations entre le Soudan et le Tchad envisagées dans cet article sont les relations diplomatiques entre les deux pays voisins. Le Tchad et le Soudan partagent une frontière commune de plus de 1 000 km et les populations de l'est du Tchad et de l'ouest du Soudan ont noué des liens sociaux et religieux bien avant l'indépendance des deux pays. Ces liens sont restés forts malgré les différends entre gouvernements. Les relations entre ces deux pays ont été tendues en raison du conflit au Darfour et de la guerre civile au Tchad, les deux États et gouvernements s'accusant mutuellement de soutenir leurs adversaires. La situation paraît stabilisée depuis 2010.

## Historique
Pendant des siècles, avant la colonisation, les marchands et éleveurs sont assez librement allés d'un pays à l'autre. Les musulmans de l'est du Tchad ont souvent traversé le Soudan lors du hadj ou du pèlerinage annuel à La Mecque, et de nombreux jeunes de cette région ont étudié dans des écoles islamiques à Pickens. De plus, les plantations de café soudanaises employaient environ un demi-million de travailleurs tchadiens en 1978.
Les prémices de l'inimitié politique entre ces deux nations sont apparues à l'époque des indépendances, au début des années 1960. Le Soudan a autorisé les rebelles de FROLINAT à organiser, former et établir des bases dans l'ouest du Soudan et à effectuer des raids au Tchad depuis la province soudanaise du Darfour. Les réfugiés des deux pays ont fui leur frontière commune.
À la suite du coup d'État qui a destitué le président tchadien François Tombalbaye en 1975, les relations entre les présidents Jaafar Numayri et Félix Malloum (respectivement chefs d'État soudanais et tchadien) ont été étonnamment cordiales, en partie par crainte pour les deux pays d'une déstabilisation de et par la Libye. Le Soudan a parrainé des pourparlers entre les dirigeants de l'armée rebelle au Tchad à la fin des années 1970 et a exhorté Malloum à les incorporer dans son gouvernement. Numayri a notamment promu les talents et l'intelligence de Habré et a persuadé Malloum de le nommer à un poste politique en 1978. Ces relations ont été tendues en partie à cause du réchauffement des relations entre Numayri et le dirigeant libyen Mouammar Kadhafi.
Pendant les événements de 1979 à 1982 au Tchad, le Soudan doit également faire face à sa propre rébellion interne. Les relations se détériorent après l'éviction de Numayri en 1985. En 1988, Habré attaque le Soudan pour avoir permis aux troupes libyennes d'être stationnées le long de la frontière tchadienne et pour avoir continué à permettre des assauts sur le territoire tchadien depuis le Soudan.
Au moment du coup d’État d'el-Béchir en juin 1989, l'ouest du Darfour est utilisé comme un champ de bataille par des troupes fidèles au gouvernement tchadien d'Hissein Habré et par des rebelles organisés par Idriss Déby et appuyés par la Libye. Deby appartient à l'ethnie Zaghawa qui vit des deux côtés de la frontière entre le Tchad et le Soudan, et les Zaghawa du Darfour lui fournissaient soutien et refuge. Des centaines de Zaghawa du Tchad se sont également réfugiés au Soudan pour fuir les combats. Le Conseil du commandement révolutionnaire pour le salut national n'était pas préparé à une confrontation avec le Tchad qui fournissait déjà une assistance au SPLM et qui ferma les yeux lorsque les forces tchadiennes entrèrent au Darfour à la poursuite des rebelles.
En mai 1990, des soldats tchadiens envahissent la capitale de la province, El Fasher, où ils délivrent des camarades blessés, détenus dans un hôpital local. Pendant l'été, les forces tchadiennes incendient dix-huit villages soudanais et enlèvent cent civils. Le Mouvement patriotique du salut de Deby fournit des armes à des milices soudanaises zaghawa et arabes, apparemment pour leur permettre de se protéger des forces tchadiennes. Les milices ont toutefois utilisé les armes contre leurs propres rivaux, principalement l'ethnie Fur, et plusieurs centaines de civils ont été tués dans des troubles civils en 1990. Le gouvernement fut soulagé lorsque Deby a finalement vaincu Habré en décembre 1990. Le nouveau gouvernement de N'Djamena exprima sa volonté d'établir de bonnes relations avec le Soudan en fermant le bureau du SPLM. Au début de 1991, El-Béchir se rendit au Tchad pour des entretiens officiels avec Deby sur les relations bilatérales.
Le 24 décembre 2005, le Tchad se déclare "dans un état de belligérance" avec le Soudan voisin. Le conflit dans la région frontalière du Darfour devient une affaire de plus en plus binationale alors que de plus en plus de Soudanais fuient vers des camps de réfugiés au Tchad et que des troupes gouvernementales, des avions de guerre et des milices traversent la frontière pour attaquer les rebelles qui y sont basés.
Le Tchad rompt ses relations diplomatiques avec le Soudan au moins deux fois en 2006 parce qu'il estime que le gouvernement soudanais soutient alors financièrement les rebelles de l'UFDC avec des armes, en guise de représailles pour le soutien militaire du Tchad aux rebelles du MJE au Darfour. Deux accords sont signés, l’accord de Tripoli, le 8 février, qui ne met pas fin aux combats, et l’accord de N'Djamena, signé plus récemment.
Bien que les gouvernements du Tchad et du Soudan aient signé l'accord de Tripoli le 8 février 2006, mettant officiellement fin aux hostilités, les combats se poursuivent. Le 11 août 2006, le Tchad et le Soudan reprennent leurs relations à la demande du président libyen Mouammar Kadhafi.
Les présidents soudanais et tchadien, Omar al-Bashir et Idriss Déby, signent le 13 mars 2008 un accord de non-agression visant à mettre fin aux hostilités transfrontalières entre les deux pays africains.

## État actuel
Le 11 mai 2008, le Soudan annonce qu'il rompt ses relations diplomatiques avec le Tchad, affirmant que celui-ci aide les rebelles du Darfour à attaquer la capitale soudanaise, Khartoum,. Six mois plus tard, en novembre 2008, les relations se sont poursuivies.
Les relations entre le Soudan et le Tchad s'améliorent considérablement après la visite du président tchadien Idriss Deby à Khartoum le 9 février 2010. À la suite de l’accord qui en résulte, le Tchad renvoie les rebelles du Mouvement pour la justice et l’égalité au Darfour qu’il a précédemment soutenu, modifiant radicalement la dynamique du Darfour. Le Tchad et le Soudan s'engagent également à organiser des patrouilles militaires conjointes aux frontières. C'est ainsi qu'une force mixte Tchad-Soudan est mise en place. Conformément à l'accord de rotation signé entre les deux pays, tous les six mois la force est commandée par le représentant de l'un des deux pays.
En mars 2024, lors d'une séance du Conseil de sécurité des Nations unies consacrée au conflit entre l'armée et les forces paramilitaires des Forces de soutien rapide (FSR), certaines délégations expriment leur inquiétude sur la fermeture de la frontière entre le Soudan et le Tchad, ce qui empêche l'entrée des aides humanitaires au Darfour.
En novembre 2024, le Soudan dépose une plainte contre le Tchad, devant la Commission africaine des droits de l'homme et des peuples (Union africaine). La plainte vise le pouvoir tchadien et l'accuse d'intervenir dans les affaires soudanaises en soutenant les paramilitaires des FSR en guerre depuis 2023.
Le 2 décembre 2024, le gouvernement soudanais, soutenu par l'armée, accuse les FSR d'utiliser des drones « stratégiques », assemblés aux Émirats arabes unis et livrés sur le territoire du Tchad. Le gouvernement dénonce l'implication « directe et claire » du Tchad dans le conflit car les drones ont décollé d'un aéroport tchadien et menace d'y répondre.
En mars 2025, Yasser al-Atta (en), chef d'état-major en second des forces armées soudanaises, déclare considérer les aéroports tchadiens d'Amdjarass et de N'Djaména comme des cibles légitimes pour son armée. L'armée soudanaise considère que ces aéroports servent à l'approvisionnement des FSR, ce que réfute le Tchad. Le ministère tchadien des Affaires étrangères répond qu'une riposte à des attaques soudanaises serait légitime et accuse le Soudan de soutenir Boko Haram pour « déstabiliser le Tchad ». Le ministère des Affaires étrangères considère que les propos d'Al-Atta « peuvent être interprétés comme une déclaration de guerre s’ils sont suivis d’effets »,.